# Gypsophila pacifica
Gypsophila pacifica là loài thực vật có hoa thuộc họ Cẩm chướng. Loài này được Kom. mô tả khoa học đầu tiên năm 1916.